# انصار

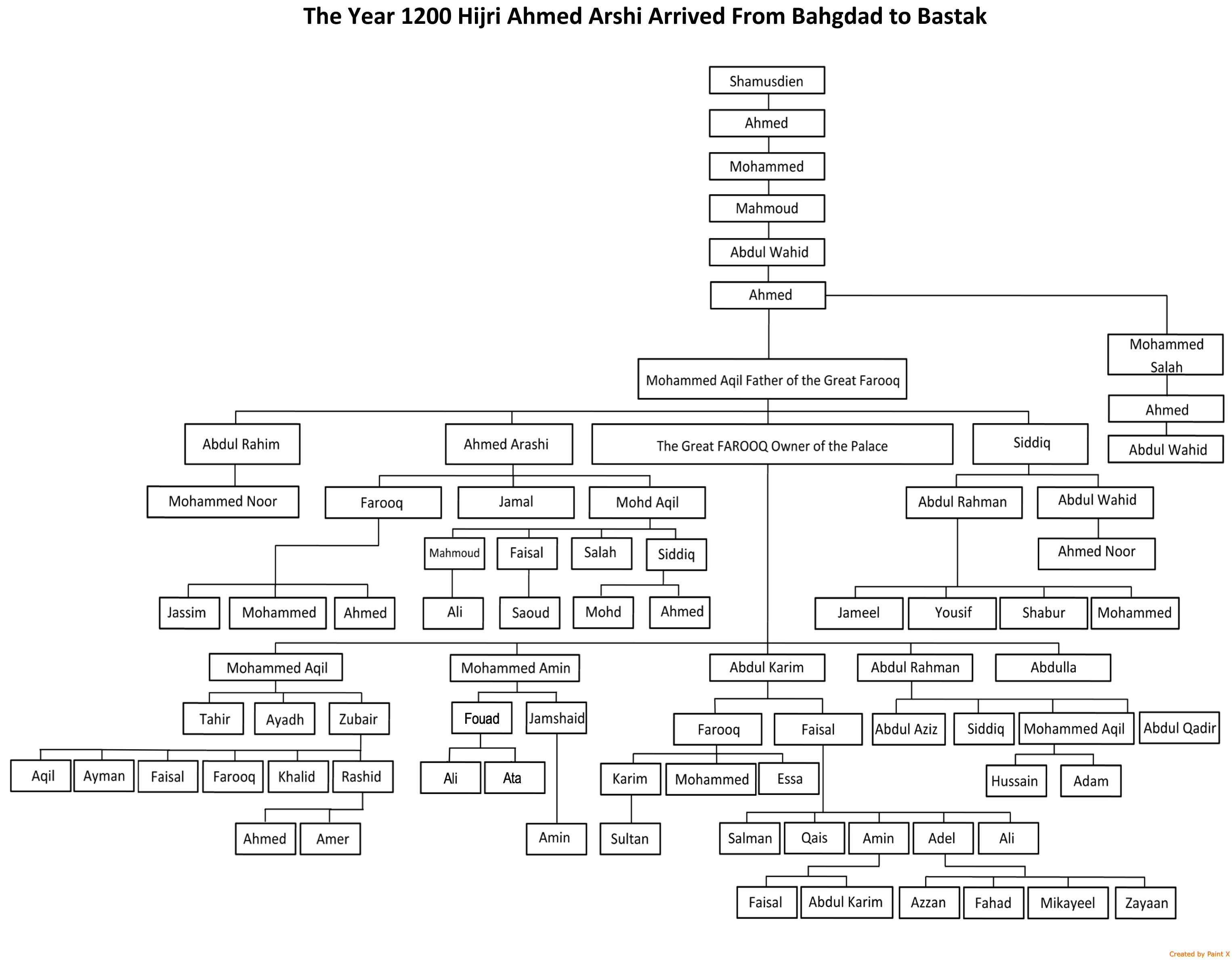
شجره خانواده فاروق

در تاریخ اسلام به ساکنان یثرب و اطراف آن که به پیامبری محمد بن عبدالله ایمان آورده و مسلمان شدند، انصار گفته 
واژه انصار از واژه‌ها و اصطلاحات مشهور تاریخ صدر اسلام است و در قرآن و بسیاری از متون روایی، تاریخی و تفسیری بکار رفته است. این نام، در وصف مسلمانان هم پیمان پیامبر اسلام در شهر یثرب به خصوص قبایل اوس و خزرج استعمال می‌گردید. تاریخ دقیق اطلاق این لقب بر مسلمانان یثربی به درستی روشن نیست که در سال‌های نخستین هجرت پیامبر به این شهر بوده یا پس از گذشت مدتی، اما طبق گزارش‌های تاریخی، خود پیامبر، مسلمانان یثرب را به این نام ملقب کرد . با ورود پیامبر به یثرب، این شهر را مدینه یا مدینةالنبی (یعنی: شهر پیامبر) نامیدند.

## واژه شناسی
این واژه جمع کلمه ناصر و برگرفته از ریشه «ن ـ ص ـ ر» است که به مفهوم کمک کردن، یاری رسانیدن و دستگیری کردن است. آنچه مفهوم این واژه را از مفهوم «اعوان» متمایز می‌سازد آن است که عون برای هر کمکی بکار می‌رود؛ اما نصر کمک به فرد یا گروهی است که در رویارویی یا دشمنی با فرد یا گروهی قرار گرفته‌است، از این رو چنانچه در جنگ گروهی به یکی از طرفین نزاع بپیوندند آنان را نصرت داده‌اند.

## آغاز و سیر نصرت پیامبر به وسیله اهل یثرب
تاریخ حمایت یثربیان از پیامبر به یک سال پیش از هجرت در پیمان عقبه دوم بازمی‌گردد. در میان جمع بیعت‌کننده با پیامبر دو تن از سران تیره‌های اوسی (بنی عبدالأشهل) و خزرجی (بنی سلمه) نیز حضور داشتند که پیامبر با وعده آنان حاضر شد به یثرب مهاجرت کند. بیعت کنندگان بیعت عقبه، تعهد کردند همچون زنان و فرزندان خود از پیامبر دفاع کنند.
واژه‌های بکار رفته در گزارش از این گفتگوها عبارت است از «منع» به معنای مصون داشتن و حفظ کردن و «أوی» به معنای پناه دادن. در برخی گزارش‌ها هم از «نصر» استفاده شده‌است؛ اما با قیدهای گفتاری پس از آن همان مفهوم گزارش‌های فوق بدست می‌آید .
در آیات ۷۲ و ۷۴ سوره انفال نیز از واژگان «أوی» به معنای مصون کردن و «نصر» به معنای حمایت کردن بدین منظور استفاده شده‌است :
«والَّذینَ ءاوَوا ونَصَرُوا... والَّذینَ ءاووا وَنَصَروا اُولئِکَ هُمُ المُؤمِنونَ حَقـًا لَهُم مَغفِرَةٌ و رِزقٌ کَریم». (سوره انفال/۸، ۷۴)
به رغم صدور حکم جهاد در سال نخست هجری، هیچ یک از اهالی یثرب در اعزام‌های نخستین پیامبر برای تعرض به کاروان‌های تجاری قریش حضور نداشتند . با بالا گرفتن نزاع میان قریشیان مکه و قریشیان مهاجر، جنگ‌های متعددی روی داد و رابطه‌ای نو، میان مسلمانان یثربی و مهاجران شکل گرفت که سرآغاز آن جنگ بدر بود.
این جنگ زمانی آغاز شد که پیامبر به کاروان قریش در بدر دست نیافت و چون متوجه نزدیک شدن سپاه اعزامی از مکه شد، با یاران خود مشورت کرد؛ اما به آمادگی مهاجران و نظرات آنان اکتفا نکرد و از انصاریان حاضر نیز نظر خواست زیرا انصار طبق پیمان عقبه دوم متعهد به نصرت پیامبر در خارج از مدینه نبودند، آنگاه سعد بن معاذ از سران انصار برخاست و خود و دیگر انصار حاضر را تابع پیامبر و وحی الهی دانست، از این روی حمایت یثربیان که تا این زمان محدود به دفاع از مهاجران در یثرب بود از آن فراتر رفت و به دیگر رویارویی‌های پیامبر تسری یافت. حضور یثربیان در لشکرکشی‌هایی چون بدرالموعد، سویق، خیبر، فتح مکه، موته ،تبوک و غزوات دیگر نشانی از این امر است.
تغییر نوع روابط یثربیان با مهاجران در آیات سوره انفال/۸ که همزمان با جنگ بدر در سال دوم هجری نازل شده منعکس شده‌است. در آیات ۷۲ و ۷۴ این سوره نصرت از پناهندگی تفکیک شده و بر کنش خاصی اطلاق شده‌است: «... والَّذینَ ءاوَوا و نَصَرُوا...» از این رو شاید نتوان پذیرفت که بیعت کنندگان عقبه دوم از واژه نصرت در سخنان خود با پیامبر استفاده کرده باشند زیرا همان‌گونه که گفته شد، نصرت در جنگ بدر آغاز گردید.
ردیابی نخستین کاربردهای واژه انصار برای مسلمانان یثرب با تکیه بر متون اسلامی ناکام می‌ماند زیرا مؤلفان این متون در سده دوم و سوم به تحول مفهوم انصار پس از عصر نبوی توجه نکرده‌اند و هرگاه می‌خواستند از اوس یا خزرج نام ببرند از این واژه استفاده می‌کردند.
در سوره انفال پس از بیان حوادث جنگ بدر و در آیات پایانی این سوره برای اشاره به مسلمانان یثربی، از عبارت‌هایی چون «... والَّذین... نَصَرُوا...» استفاده شده‌است و نشان می‌دهد که هنوز واژه انصار به نامی برای آن‌ها تبدیل نشده‌است (سال دوم هجری)؛ اما در آیات سوره توبه نام انصار در کنار نام مهاجران آمده و نشان می‌دهد که چنین واژه‌ای در سال ششم بکار میرفته و برای همگان شناخته شده بوده‌است: «... المُهجِرینَ والاَنصارِ...» (سوره توبه/۹، ۱۰۰، ۱۱۷)
در اشعار صدر اسلام نیز واژه انصار در برابر نام مهاجران بکار رفته است. گفته شده: به هنگام تأسیس مسجد نبوی در سال دوم در مصرع دوم شعری به مهاجر و انصار دعا شده‌است. چنین اشعاری را به زمان حفر خندق در سال پنجم نیز نسبت می‌دهند ؛ اما با توجه به آن که آغاز نصرت در جنگ بدر و پس از ساختن مسجد بوده، نمی‌توان شعر نخست را به آن دوره نسبت داد زیرا آنچه یثربیان در آغاز انجام می‌دادند پناه دادن (أوی) نامیده می‌شد.
در آیات مدنی قرآن کریم واژه انصار ۷ بار تکرار شده‌است. این واژه دو بار در سوره توبه همراه با واژه مهاجرین بیان شده‌است (توبه/۹، ۱۰۰، ۱۱۷) و از گروه‌های ساکن در یثرب خبر می‌دهد، همچنین با اشاره به نصرت الهی نسبت به حواریان عیسی در آیات ۵۲ سوره آل عمران/۳ و ۱۴ سوره صف/۶۱ میان حمایت حواریان و حمایت انصار از خدا به نوعی مقایسه صورت می‌گیرد تا ایشان را دلگرم کند که هر کس خدا را یاری کند خداوند او را بر دشمنش پیروز می‌گرداند: «فَلَمّا اَحَسَّ عیسی مِنهُمُ الکُفرَ قالَ مَن اَنصاری اِلَی اللّهِ قالَ الحَوارِیّونَ نَحنُ اَنصارُ اللّهِ ءامَنّا بِاللّهِ واشهَد بِاَنّا مُسلِمون». (سوره آل عمران/۳،۵۲)
حواریان در این آیه خود را از انصار خداوند دانسته و از پیامبر خود می‌خواهند گواهی دهد که تسلیم‌اند؛ اما در آیه بعد خداوند ایمان حواریان عیسی را الگویی برای مؤمنان معرفی می‌کند که در برابر کافران از حمایت و پشتیبانی خداوند بهره‌مند شدند:
«یاَیُّهَا الَّذینَ ءامَنوا کونوا اَنصارَاللّهِ کَما قالَ عیسَی ابنُ مَریَمَ لِلحَواریّینَ مَن اَنصاری اِلَی اللّهِ قالَ الحَواریّونَ نَحنُ اَنصارُ اللّهِ فَامَنَت طَائِفَةٌ مِن بَنیاِسرءیلَ و کَفَرَت طَائِفَةٌ فَاَیَّدنَا الَّذینَ ءامَنوا عَلی عَدُوِّهِم فَاَصبَحوا ظهِرین». (سوره صف/۶۱،۱۴)
از این رو واژه انصار می‌توانست حس معنوی ویژه‌ای در میان بومیان مسلمان یثرب ایجاد کند، به گونه‌ای که آنان خود را یاران و سربازان خداوند احساس کنند و بر ایمان و نگرش آن‌ها به زندگی تأثیری عمیق بر جای نهد. انتظار جهاد، پیشتازی در نبرد، آمادگی برای شهادت، شجاعت و آمار شهدا و زخمی‌های آنان می‌تواند نشانی از این تأثیر باشد.
بر اساس گزارش‌های واقدی ۹۴ درصد از شهدای احد (۶۶ از ۷۰ تن)، ۹۲/۵ درصد از شهدای بئر معونه (حدود ۳۷ از ۴۰ تن)، همه شهدای خندق (۶ تن)، ۶۰ درصد از شهدای خیبر (۹ از ۱۵ تن) و همه شهدای حنین (۴ تن) از یاران یثربی پیامبر بودند که پشتوانه نظامی حکومت وی محسوب می‌شدند.
افزون بر نصرت نظامی باید به نقش انصار در تبلیغات ضد دشمنان پیامبر و رویارویی با تبلیغات منفی آنان اشاره کرد. این نقش را شاعران برجسته و شهره انصاری بر عهده داشتند. در این زمینه به سه تن از شعرای یثربی چون حسان بن ثابت، کعب بن مالک و عبدالله بن رواحه اشاره شده‌است.

## تحول مفهوم انصار
پس از هجرت، مسلمانان یثرب به دو دسته بومی و مهاجر تقسیم می‌شدند. شاید گزارشی که طبری از ابن‌عباس نقل کرده‌است بهترین مستند در این زمینه باشد. بنا به روایت وی مسلمانان به چند دسته از جمله مؤمنان اعرابی (صحرانشین) ساکن در مناطق خود، مؤمنان مهاجر و انصار تفکیک شده‌اند .

به عبارت دیگر برای عمده مسلمانان شبه جزیره در دوره‌ای از زمان، یثرب تنها مکان امن و انصار تنها حامیان قابل اعتماد بودند و در همین شرایط و فضا دو مفهوم «هجرت» و «نصرت» معنا یافته و امتیاز محسوب می‌شد؛ اما با تغییر شرایط و تسلط پیامبر بر شبه جزیره در سال‌های پایانی و نامه‌نگاری‌های او با حاکمان دوردست، مفهوم هجرت دیگر بر مسافران به یثرب اطلاق نمی‌شد، چنان که مفهوم نصرت نیز به یثربیان محدود نمی‌شد، هر چند بر دیگران نیز اطلاق نشد بر این اساس در نخستین دوره واژه انصار در معنای یاران و حامیان بومی پیامبر در برابر کافران شبه جزیره بکار رفت و به قبیله و آیین خاصی محدود نمی‌شد و هر چند اشاره نشده‌است؛ اما یهودیان نیز که از پیامبر حمایت کردند و از جان خود گذشتند بدون تردید جزو انصار خواهند بود.
با تأسیس دیوان از سوی خلیفه دوم و اخراج یهودیان ساکن در منطقه در زمان او مفهوم انصار وارد فضای اداری ـ اقتصادی گردید و همراه با اوس و خزرج، همپیمانان آنان نیز ذکر می‌شدند زیرا اعضای قبایل هم پیمان (حلیف) یک مجموعه تلقی می‌شدند و انصار، قبایل هم پیمان یثرب بودند که سهمیه خاصی را از بیت‌المال شهر مدینه دریافت می‌کردند و در بخشی خاص از دیوان جای داشتند .
این واژه در مرحله بعد بیشتر در منابع نسب شناسانه و تاریخی انعکاس یافته و معادل واژه بنی‌قیله (اوس و خزرج) است. شاخصه اصلی این واژه در این دوره، شاخصه‌ای نَسَبی است و گاه شامل اوسیان و خزرجیان مخالف دولت پیامبر یا کسانی که پیش از هجرت پیامبر یثرب را ترک کرده بودند نیز می‌شود. به نظر می‌رسد در عصر تدوین متون تاریخی بیشتر به مفهومِ نَسَبی انصار توجه شده و در کاربرد آن در گزارش‌ها کمتر دقت شده‌است؛ به عنوان نمونه از انصاریان منافق، انصاریان نامسلمان عصر جاهلی و... سخن گفته‌اند، از این رو برخی پژوهشگران معاصر از جمله مونتگمری وات نیز انصار را معادل اوس و خرج میدانند .
مشخص نیست آیا در آغاز حضور پیامبر در یثرب، معیاری برای انصاری شدن وجود داشته یا نه زیرا در آن دوره همه یثربیان به نصرت پیامبر نیامدند و افزون بر این، میزان و اهمیت نصرت کسانی که در دایره انصار قرار می‌گرفتند به یک اندازه نبود.
آمار انصار از سالی به سال دیگر و از تیره‌ای به تیره دیگر تفاوت می‌کرد لذا می‌توان انصار را نیز همچون مهاجران به انصاریان نخست و انصاریان واپسین تفکیک کرد. در منابع این تقسیم‌بندی دربارهٔ مهاجران وجود دارد و شاخصه‌هایی هم برای تفاوت مهاجران نخستین و مهاجران متأخر تعیین کرده‌اند؛ اما دربارهٔ انصار چنین تقسیمی مطرح نشده، هر چند در قرآن بدان تصریح شده‌است: «والسّبِقونَ الاَوَّلونَ مِنَ... الاَنصارِ والَّذینَ اتَّبَعوهُم بِاِحسن...». (سوره توبه/۹، ۱۰۰)
همچنین می‌توان اشاره کرد که انصار در سال‌های نخستین هجرت بخش عمده جمعیت مسلمانان را تشکیل می‌دادند در حالی که به مرور و با گسترش اسلام در شبه جزیره در سال‌های واپسین حیات پیامبر به اقلیتی در میان مسلمانان تبدیل شده بودند، از این رو پیامبر سفارش انصار را در بیانات خود به مسلمانان کرده بود.

## مهاجرین و انصار
با هجرت پیامبر به یثرب و تبدیل آن به تنها پایگاه امن اسلامی در منطقه، سیر آرام مهاجرت به این شهر آغاز گردید؛ اما روند آن پس از جنگ خندق (دوره تثبیت)، شتاب یافت از این رو در دوره نخست مدنی (۵ سال نخستین) شمار مهاجران اندک بود که بخشی از آن‌ها مکی و بخشی صحرانشین بودند .
انصار به نوعی مهاجران را همچون افراد خودی پذیرفتند و کاستی‌هایشان را جبران کردند و زمینه ادامه حیات آن‌ها را در یثرب فراهم کردند. پیش از آن که پیامبر در هجرت خود به یثرب برسد، بسیاری از مهاجران مجرد در منطقه قبا و در خانه کلثوم بن هَدم که به بیت العزاب (خانه مجردان) مشهور شد، مستقر شده بودند؛ اما با ساخته شدن مسجد و بنای صفه، آنجا مهمانسرای مهاجران مجرد گردید و انصاریان کمک‌های غذایی خود را به آنجا می‌فرستادند :

«یاَیُّهَا الَّذینَ ءامَنوا اَنفِقوا مِن طَیِّبتِ ما کَسَبتُم و مِمّا اَخرَجنا لَکُم مِنَ الاَرضِ ولا تَیَمَّموا الخَبیثَ مِنهُ تُنفِقونَ ولَستُم بِاخِذیهِ اِلاّ اَن تُغمِضوا فیهِ واعلَموا اَنَّ اللّهَ غَنِیٌّ حَمید». (سوره بقره/۲ ،۲۶۷) در این آیه از مؤمنان خواسته شده از محصولات مرغوب خود انفاق کنند و بدان‌ها گوشزد شده که خداوند از شما بی نیاز است به روایت سدی این آیه دربارهٔ انصار و کمک‌های آن‌ها نازل شده‌است.

اما برخی مهاجران به ویژه قریشیان در میان تیره‌های گوناگون انصاری توزیع شدند و انصاریان در رقابت با همدیگر بر اساس قرعه حمایت از خانواده‌های مهاجر را بر عهده می‌گرفتند . برخی خانواده‌های مهاجر نیز که پیش از هجرت با مردم یثرب ارتباط داشتند نزد آشنایان خود رفتند و در خانه و کاشانه آنان مستقر شدند .

انصار دارایی خانه خود را در اختیار مهاجران قرار می‌دادند و آنان را در محصولات کشاورزی خود شریک کردند و برخی از آنان زمین‌های پیرامون منازل مسکونی خود را به پیامبر بخشیدند . روابط میان انصار و مهاجران با پیمان برادری که پیامبر میان حدود ۴۵ انصاری و ۴۵ مهاجر بست، تقویت گردید .
به درستی نمی‌توان گفت: اخوت چون حِلف یا وِلاء، مهاجران را به انصار پیوند می‌داد یا نه. شاید ارث بردن مهاجر از برادر انصاری خود نشان دهد که در آغاز همین گونه بوده‌است؛ اما منابع نیز کمتر از مهاجری نام می‌برند که از برادر انصاری خود ارث برده باشد. البته محدثان به این امر اشاره می‌کنند و معتقدند این حکم با آیات قرآنی لغو شده‌است. آیه ذیل در خطاب به انصار چنین می‌گوید :

«والَّذینَ ءامَنوا مِن بَعدُ و هاجَروا و جهَدوا مَعَکُم فَاُولئِکَ مِنکُم و اولُواالاَرحامِ بَعضُهُم اَولی بِبَعض فی کِتبِ اللّهِ اِنَّ اللّهَ بِکُلِّ شَیء عَلیم»؛ و کسانی که پس از آن ایمان آورده و هجرت کرده و همراه شما جهاد کرده‌اند، از شما هستند. در کتاب خدا خویشاوندان به یکدیگر (در ارث) سزاوارترند. خداوند به همه چیز آگاه است. (سوره انفال/۸، ۷۵)
بررسی تمامی جنگ‌های پیامبر به خوبی نشان می‌دهد که مهاجران نه همراه با برادران انصاری خود، که در یگان ویژه مهاجران و به صورت مجزا سازماندهی شده‌اند . حمایت مالی و معیشتی انصار از مهاجران تا سال چهارم هجری ادامه یافت. در آن سال بنی‌نضیر از مدینه تبعید شدند و اراضی مرغوب و آب‌های آن‌ها بنا به حکم قرآن به مالکیت پیامبر درآمد و پیامبر از انصار خواست یکی از دو گزینه را انتخاب کنند :

نخست آن که روابط مهاجران و انصار همچنان باقی بماند و بخشی از زمین‌های بنی‌نضیر در میان مهاجران و انصار توزیع شود و دوم آن که بخشی از این زمین‌ها در میان مهاجران توزیع شود و در مقابل، مهاجران آنچه از انصار دریافت کرده‌اند یا از منافع آن بهره می‌برند بدان‌ها پس دهند؛ اما انصار از پیامبر خواستند آن اراضی را در میان مهاجران تقسیم کند و مهاجران نیز همچنان در اموال آن‌ها شریک بمانند .
به گزارش آیه نهم سوره حشر/۵۹، در این صحنه انصار در دل خود هیچ احساس تمایلی به اموالی که به مهاجران داده شد ندارند و مهاجران را دوست دارند و آنان را بر خود ترجیح می‌دهند. کسانی که از آزمندی نفس خویش در امان‌اند رستگار خواهند بود :

«والَّذینَ تَبَوَّءُ والدّارَ والایمنَ مِن قَبلِهِم یُحِبّونَ مَن هاجَرَ اِلَیهِم ولا یَجِدونَ فی صُدورِهِم حاجَةً مِمّا اوتوا و یُؤثِرونَ عَلی اَنفُسِهِم ولَو کانَ بِهِم خَصاصَةٌ و مَن یوقَ شُحَّ نَفسِهِ فَاُولئِکَ هُمُ المُفلِحون».
پیامبر در گزارشی رفتار انصار با مهاجران را به محبت والدین به فرزندشان تشبیه کرده‌است. شبیه به این تعبیر در گزارش عباس عموی پیامبر از جنگ حنین وجود دارد. بر اساس این گزارش زمانی که همه در حال فرار بودند، چون به خواست پیامبر انصار فراخوانده شدند، همچون توجه مادر به ندای فرزندی که به خطر افتاده، به ایشان توجه کردند . در گزارش‌های دیگری هم آمده که مهاجران با مشاهده رفتار انصار از آن بابت نگران شده بودند که آنان همه اجر الهی را به خود اختصاص دهند .
به رغم پشتیبانی انصار از مهاجران گاه تنش‌هایی هم میان برخی مهاجران و برخی از انصار به ویژه کسانی که متهم به نفاق بودند روی می‌داد؛ در نبرد بنی مصطلق در سال ششم هجری، برخوردهایی میان برخی مهاجران و انصار دیده شد که به تدبیر پیامبر برطرف شد. در آن کارزار که فردی از مهاجران با یکی از انصار برخورد تندی کرد، عبدالله بن اُبیّ انصاری با ضرب‌المثل «سگت را چاق کن تا تو را بخورد» انصار را بر اثر حمایت‌هایشان از پیامبر و مهاجران سرزنش و تهدید کرد که اقدام‌های لازم پس از بازگشت به مدینه انجام خواهد شد.

در پی این حادثه آیاتی از سوره منافقون نازل گردید . آیات ۷ تا ۱۰ این سوره نشان می‌دهد که چگونه برخی انصار نسبت به حمایت دیگر انصاریان از مهاجران سخن به اعتراض می‌گشایند و از انصار می‌خواهند از حمایت مهاجران دست بردارند تا از اطراف پیامبر پراکنده شوند، ضمن آن که مهاجران را تهدید کردند تا پس از بازگشت به مدینه آنان را از شهر بیرون خواهند کرد .

خداوند پاسخ به این عده مؤمنان را به پایداری فرامی‌خواند و از ایشان می‌خواهد به انفاق و حمایت خود ادامه دهند تا در شمار صالحان جای گیرند :

«هُمُ الَّذینَ یَقولونَ لاتُنفِقوا عَلی مَن عِندَ رَسولِ اللّهِ حَتّی یَنفَضّوا ولِلّهِ خَزائِنُ السَّموتِ والاَرضِ ولکِنَّ المُنفِقینَ لایَفقَهون یَقولونَ لـَئِن رَجَعنا اِلَی المَدینَةِ لَیُخرِجَنَّ الاَعَزُّ مِنها الاَذَلَّ ولِلّهِ العِزَّةُ ولِرَسولِهِ ولِلمُؤمِنینَ ولکِنَّ المُنفِقینَ لایَعلَمون یاَیُّهَا الَّذینَ ءامَنوا لاتُلهِکُم اَمولُکُم ولا اَولدُکُم عَن ذِکرِاللّهِ ومَن یَفعَل ذلِکَ فَاُولئِکَ هُمُ الخسِرون × واَنفِقوا مِن ما رَزَقنکُم مِن قَبلِ اَن یَأتِیَ اَحَدَکُمُ المَوتُ فَیَقولَ رَبِّ لَولا اَخَّرتَنی اِلی اَجَل قَریب فَاَصَّدَّقَ واَکُن مِنَ الصّلِحین».

## انصار و پیامبر
دربارهٔ حمایت انصار از پیامبر هم گزارش‌های متعدد و متنوعی وجود دارد؛ ابوایوب انصاری تا ساخته شدن مسجد چند ماه یک طبقه از خانه خود را در اختیار پیامبر نهاد. در این مدت انصاریانی چون سعد بن عباده، سعد بن مُعاذ، عمارة بن حزم و ابوایوب برای پیامبر غذا می‌فرستادند . حارثة بن نعمان چند خانه به ایشان داد که برخی زنان و نیز دخترش فاطمه و دامادش علی در آن مستقر بودند .

زنان انصاریِ همسایه پیامبر، برای ایشان و همسرانش شیر می‌فرستادند و برخی از آنان که زندگی ساده پیامبر را دیدند برایشان رختخواب و لباس بافتنی تهیه کردند . برخی هم فرزندان خود را به خدمتکاری نزد ایشان فرستاده و برای شیردهی به ابراهیم ـ فرزند پیامبر با یکدیگر رقابت می‌کردند .
از طرف دیگر انصار علاقه خاصی به پیامبر داشتند؛ به عنوان نمونه در جنگ احد زمانی که جان پیامبر به خطر افتاد و به مدافعان خود وعده بهشت می‌داد تنها انصاریان در دفاع از پیامبر به استقبال شهادت رفتند که مایه گلایه پیامبر از عمده مهاجران شد . در توزیع غنایم قابل توجه حنین نیز، عشق به پیامبر آنان را از توجه به غنایم بازداشت؛ زمانی که به انصار چیزی داده نشد پیامبر به آن‌ها گفت: بگذارید تازه مسلمانان قریش مکه با غنایم باز گردند .

پیامبر در ادامه همین سخن چون انصار را راضی دید، فرمود: اگر همه مردم به سویی روند و انصار به سوی دیگر همانا من با انصار خواهم بود . این سخن نشان می‌دهد ایمان و عمل انصار نزد پیامبر در اواخر حیات ایشان از چه اعتباری برخوردار بوده‌است. وی سپس مسلمانان را سفارش کرد تا پس از او به آنان نیکی کنند و دشمنی با آن‌ها را نشانه نفاق دانست .

## انصار پس از پیامبر
بنا به روایت مشهوری پیامبرِاسلام پیشگویی کرده بود که انصار پس از رحلت او مورد بی‌مهری و تحت فشار قرار خواهند گرفت. در دورۀ خلفای راشدین منصب و سهم قابل توجهی از اداره امور به انصار واگذار نشد و بزرگ ایشان سعد بن عباده که با خلیفه وقت بیعت نکرده بود، به طرز مشکوکی در زمان خلافت عمر در حوران شام کشته شد. بسیاری از انصار هم در جنگ‌های رِدّه (سال‌های ۱۱ ـ ۱۲ هجری) کشته شدند .

نخستین حضور قابل توجه انصار، حضورشان در سپاه علی بن ابی طالب در نبرد جمل در سال ۳۶ هجری بود. بر اساس روایت‌های گوناگون ۷۰۰ یا ۸۰۰ تن انصاری در آن نبرد حضور داشتند. حجاج بن غزیه انصاری از دیگر انصاریان خواسته بود بار دیگر نصرت خود را محقق سازند، همان گونه که نخستین بار پیامبر را نصرت دادند . تقریباً همه انصار در سپاه علی در صفین و ضد معاویه شرکت کردند .
انصار در دوره امویان تحت فشار فراوان قرار گرفتند. در حملاتی که سپاهیان معاویه در اواخر خلافت علی بن ابی طالب به مناطق گوناگون کردند (غارات)، بسر بن ارطاة در رأس سپاه خود به مدینه آمد و پس از تحقیر انصار و درخواست خون عثمان از جانب معاویه از آن‌ها بیعت گرفت .

معاویه با اتخاذ سیاست‌های ویژه، چون محروم کردن آن‌ها از بیت‌المال، انصار را با بحرانی مالی مواجه ساخت و دارایی‌های آنان را در برابر قیمت نازلی خرید ، در نتیجه انصار در دوران معاویه دچار فقر شدند . معاویه به هنگام مرگ به یزید سفارش کرد در صورت فراهم بودن زمینه مناسب، از آنان انتقام گیرد و مسلم بن عقبه را مأمور این کار کند .

مسلم در فاجعۀ حرّه (۶۲ هجری) به فرمان
یزید به کشتار، غارت و تجاوز گسترده‌ای دست زد و سه روز شهر را در اختیار سپاه خود قرار داد و آنگاه با آنان به عنوان بردگان یزید بیعت کرد . در دوره عبدالملک (۷۴ هجری)، حجاج سه ماه والی مدینه بود. وی در این مدت با انصار سرسختی نشان داد و آنان را قاتلان عثمان خواند و بر دست و گردن بزرگان انصاری بسان بردگان داغ نهاد .
قبایل و تیره‌های انصاری به مناطق متعددی مهاجرت کردند؛ کوچه‌ای در گرگان ، روستایی در حوالی بصره و مسجد بزرگی در بغداد به نام انصار نامگذاری شده که می‌تواند حاکی از حضور انصار در آن مناطق باشد؛ همچنین منابع از حضور انصاریان در شهر ینبع در حاشیه دریای سرخ ، مَنفلوط مصر ، اندلس و آذربایجان خبر می‌دهد، چنان که سلسله بنینصر یا بنیاحمر که چند قرن در جنوب اندلس (غرناطه) حکم راندند، انصاری تبارند.
در گذر تاریخ دربارهٔ نسب یا مناقب و فضایل انصار کتاب‌هایی نگاشته شده‌است که از آن جمله می‌توان به منابع ذیل اشاره کرد :

کتاب من شهد صفین مع علیّ من الأنصار از کلبی، باب مناقب الأنصار در صحیح بخاری، کتاب نسب الانصار از عبدالله بن محمد انصاری مشهور به ابن القداح، کتاب فضائل الانصار از ابی داوود صاحب سنن، کتاب فضائل الانصار از قاضی ابوالبختری، الاستبصار فی نسب الأنصار از ابن قدامه مقدسی، نزهة الابصار بفضائل الانصار از ابی الحسن بکری، جلاء الافکار فی مناقب الانصار از دباغ، مسارح الانظار فی انساب الانصار از سید جعفر اعرجی، و تحفة الاخیار فی فضائل الانصار از نورالدین انصاری .

## فهرست گزیدهٔ منابع
- قرآن کریم (همراه با ترجمه، توضیحات، واژه نامه) بهاء الدین خرمشاهی؛ مسعود انصاری؛ مسعود کریمی نیا - ناشر: جامی، نیلوفر - شابک ۹۶۴-۴۴۸-۰۱۴-۷ چاپ ۱۳۷۶
- تفسیر " مجمع البیان " - اثر شیخ طبرسی ترجمه علی کرمی
- ترتیب العین - خلیل بن احمد فراهیدی (۱۰۰ - ۱۷۵هجری) ناشر: اسوه - تهران. چاپ اول، ۱۳۷۲
- کتاب طبقات ابن سعد (الطبقات الکبری) تألیف محمد بن سعد کاتب واقدی - ترجمه مهدوی دامغانی انتشارات فرهنگ و اندیشه، ۱۳۷۴، تهران،
- تاریخ طبری، ترجمه ابوالقاسم پاینده، تهران، انتشارات اساطیر، چاپ ۵، سال ۱۳۷۵
- دائرةالمعارف قرآن کریم، جلد ۴، مهران اسماعیلی، صفحه ۵۲۵-۵۳۵.
- بامداد اسلام، عبدالحسین زرین کوب، چاپ دوم، تهران: امیرکبیر،۱۳۶۲
- دانشنامه اسلامی
- کتابخانه طهور